# Anthony Camara
Anthony Camara (* 4. September 1993 in Toronto, Ontario) ist ein kanadischer Eishockeyspieler, der seit Dezember 2024 beim HK Lada Toljatti aus der Kontinentalen Hockey-Liga (KHL) unter Vertrag steht. Zuvor spielte der Flügelstürmer einige Jahre in der American Hockey League (AHL) sowie in mehreren europäischen Ligen, darunter bei den Graz 99ers in der Erste Bank Eishockey Liga (EBEL) und den Iserlohn Roosters in der Deutschen Eishockey Liga (DEL).

## Karriere
Als 16-Jähriger wurde Anthony Camara in der ersten Runde der Priority Selection von den Saginaw Spirit aus der Ontario Hockey League (OHL) gedraftet. Durch gute Leistungen in der Juniorenliga wurden die Boston Bruins aus der National Hockey League (NHL) auf ihn aufmerksam, die ihn im NHL Entry Draft 2011 in der dritten Runde auswählten. Anfang 2012 wurde der Angreifer zu den Barrie Colts getradet. Sein Durchbruch gelang ihm in der Spielzeit 2012/13 mit 60 Scorerpunkten in 50 Spielen und weiteren 16 Punkten in 16 Playoff-Partien. Mit den Colts zog er ins OHL-Finale ein, das nach sieben Spielen gegen die London Knights verloren ging.
Daraufhin wurde Camara zur Saison 2013/14 in die Bruins-Organisation geholt. Für das Farmteam, die Providence Bruins in der American Hockey League (AHL), absolvierte er 150 Partien, bis er Anfang 2016 zu den Carolina Hurricanes wechselte, dort aber wiederum nur in der AHL, bei den Charlotte Checkers, zum Einsatz kam. Die Saison 2016/17 begann er bei den Kalamazoo Wings in der ECHL, kehrte aber schon im Januar 2017 in die AHL zurück und beendete die Spielzeit bei den St. John’s IceCaps.
Mangels NHL-Perspektive entschied sich Camara im Sommer 2017 für einen Wechsel nach Europa, wo er in den folgenden sieben Jahren für Clubs in sieben unterschiedlichen Ländern auflief. Allein in seiner ersten Saison in Europa gehörte er drei verschiedenen Teams an: Für die Odense Bulldogs in der dänischen Metal Ligaen traf er in 27 Spielen 15-mal, bevor er sich den Graz 99ers in der Erste Bank Eishockey Liga (EBEL) anschloss. Er beendete die Saison schließlich bei den Iserlohn Roosters, bei denen er mit einem Tor und einer Vorlage im ersten DEL-Spiel einen gelungenen Einstand feierte und in der Folgesaison mit 43 Punkten aus 50 Partien der zweiterfolgreichste Scorer wurde. Daraufhin erhielt er für die Saison 2019/20 einen Vertrag bei HV71 in der Svenska Hockeyligan (SHL). Wiederum ein Jahr später zog er weiter nach Tschechien zu HC Pardubice, wo er zwei Spielzeiten verbrachte.
Vom Beginn der Saison 2022/23 bis zum Ende der Saison 2023/24 spielte Camara in der Kontinentalen Hockey-Liga (KHL) – zunächst für Neftechimik Nischnekamsk, ab November 2023 für Barys Astana. Anschließend verließ er im Sommer 2024 die Liga und heuerte beim HK Nitra aus der slowakischen Extraliga an. Nach nur 16 Einsätzen bis Mitte Dezember 2024 kehrte der Kanadier in die KHL zurück. Dort wurde er vom HK Lada Toljatti verpflichtet.

### International
Anthony Camara wurde für die kanadische U20-Nationalmannschaft nominiert, die bei der Junioren-Weltmeisterschaft 2013 antrat. Er steuerte zwei Torvorlagen bei, fiel aber vor allem durch 31 Strafminuten auf – die meisten aller Spieler des Turniers.

## Erfolge und Auszeichnungen
- 2013 OHL Third All-Star Team

## Karrierestatistik
Stand: Ende der Saison 2023/24

### International
Vertrat Kanada bei:
- U20-Junioren-Weltmeisterschaft 2013

(Legende zur Spielerstatistik: Sp oder GP = absolvierte Spiele; T oder G = erzielte Tore; V oder A = erzielte Assists; Pkt oder Pts = erzielte Scorerpunkte; SM oder PIM = erhaltene Strafminuten; +/− = Plus/Minus-Bilanz; PP = erzielte Überzahltore; SH = erzielte Unterzahltore; GW = erzielte Siegtore; 1 Play-downs/Relegation; Kursiv: Statistik nicht vollständig)